# Francisco Javier Toledo
Francisco Javier Toledo (30. září 1959 – 3. srpna 2006 San Pedro Sula) byl honduraský fotbalový záložník. Zemřel 3. srpna 2006 ve věku 46 let na rakovinu.

## Fotbalová kariéra
Byl členem honduraské reprezentace na Mistrovství světa ve fotbale 1982, ale v utkání nenastoupil. Na klubové úrovni hrál za honduraské kluby CD Marathón, CD Petrotela a CD Olimpia.